# Ковесинц
Ковесинц (рум. Covăsânț) — комуна у повіті Арад в Румунії. До складу комуни входить єдине село Ковесинц.
Комуна розташована на відстані 401 км на північний захід від Бухареста, 23 км на схід від Арада, 57 км на північний схід від Тімішоари.

## Населення
За даними перепису населення 2002 року у комуні проживали 2659 осіб.
Національний склад населення комуни:
| Національність | Кількість осіб | Відсоток |
| -------------- | -------------- | -------- |
| румуни         | 2012           | 75,7%    |
| цигани         | 625            | 23,5%    |
| угорці         | 15             | 0,6%     |
| німці          | 5              | 0,2%     |
| українці       | 1              | < 0,1%   |
| словаки        | 1              | < 0,1%   |

Рідною мовою назвали:
| Мова       | Кількість осіб | Відсоток |
| ---------- | -------------- | -------- |
| румунська  | 2016           | 75,8%    |
| циганська  | 626            | 23,5%    |
| угорська   | 14             | 0,5%     |
| українська | 1              | < 0,1%   |
| німецька   | 1              | < 0,1%   |
| словацька  | 1              | < 0,1%   |

Склад населення комуни за віросповіданням:
| Релігія        | Кількість осіб | Відсоток |
| -------------- | -------------- | -------- |
| православні    | 2100           | 79,0%    |
| п'ятдесятники  | 249            | 9,4%     |
| адвентисти     | 156            | 5,9%     |
| баптисти       | 123            | 4,6%     |
| римо-католики  | 18             | 0,7%     |
| старообрядці   | 6              | 0,2%     |
| реформати      | 3              | 0,1%     |
| греко-католики | 3              | 0,1%     |
| атеїсти        | 1              | < 0,1%   |

## Зовнішні посилання
- Дані про комуну Ковесинц на сайті Ghidul Primăriilor [Архівовано 17 Січня 2013 у Wayback Machine.]